# Họ Chân to
Họ Chân to (Macropodidae) là một họ thú có túi thuộc Bộ Hai răng cửa (Diprotodontia). Các loài trong họ này là kangaroo, chuột túi Wallaby, chuột túi cây, wallaroo, pademelon, quokka, và một số loài khác. Các chi này liên minh với phân bộ Macropodiformes, có chứa các loài khác trong phân bộ, và có nguồn gốc từ lục địa Úc, đất liền và Tasmania, và ở New Guinea hoặc các đảo lân cận. Họ này được Gray miêu tả năm 1821.

## Ghi chép hóa thạch

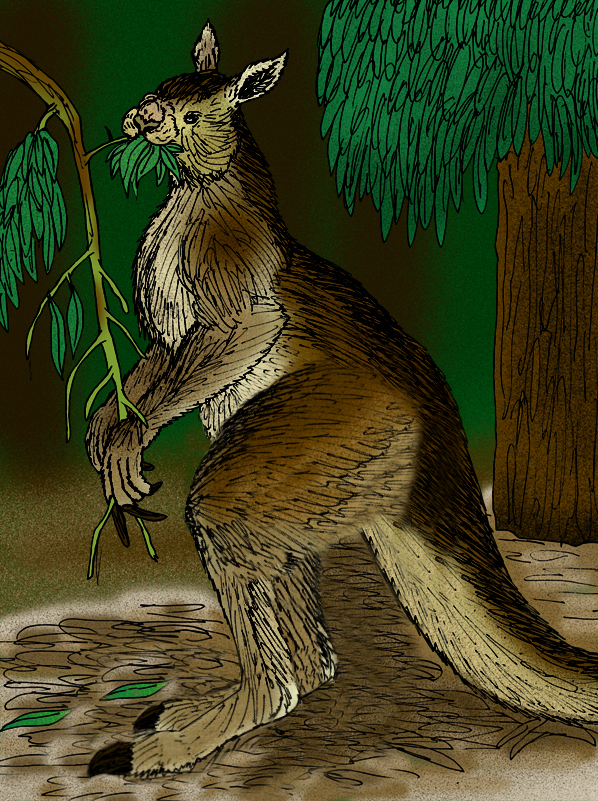
Procoptodon goliah

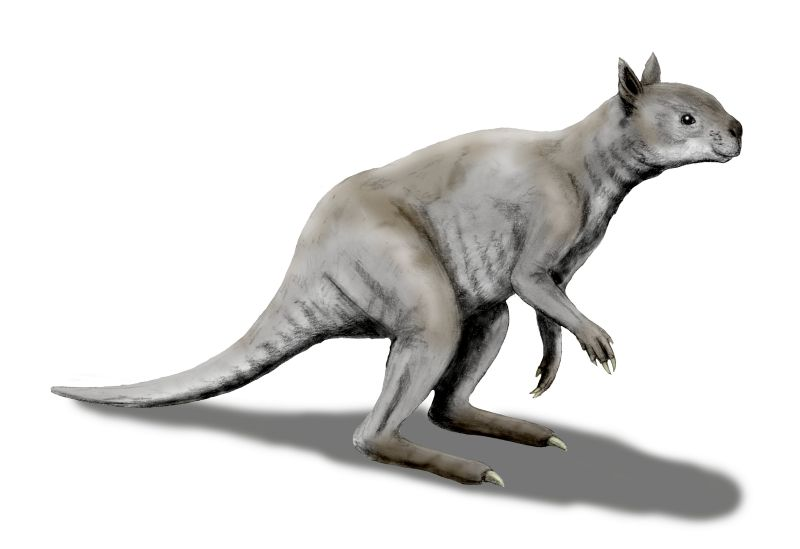
Simosthenurus occidentalis

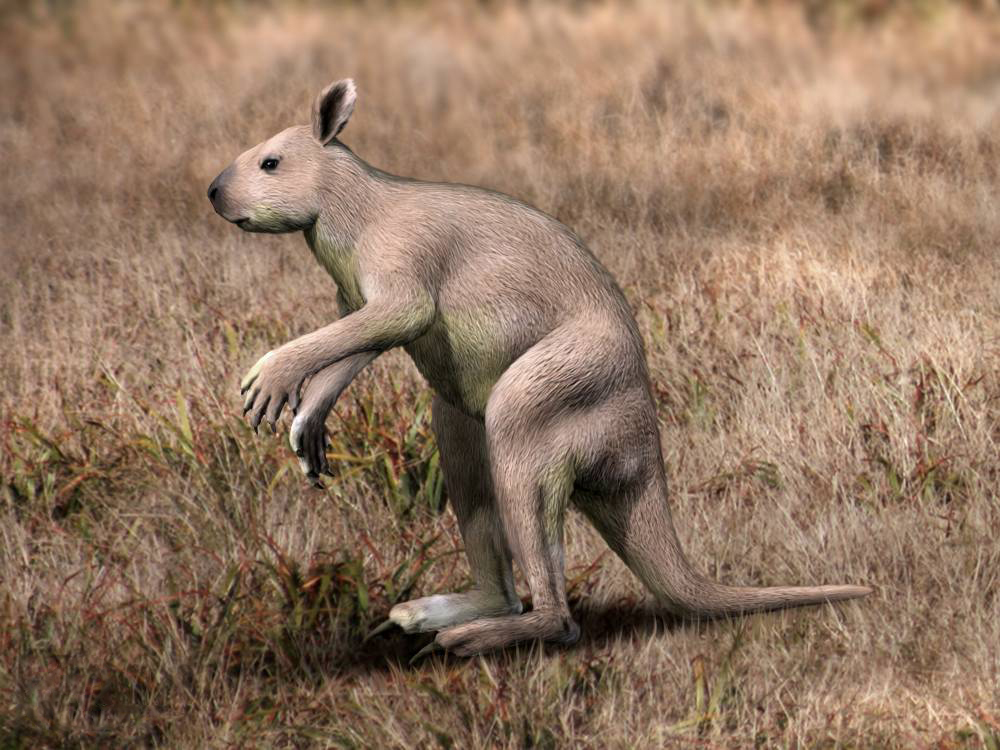
Sthenurus strilingi

Tổ tiên tiến hóa của thú có túi tách ra từ động vật có vú nhau thai trong thời kỳ kỷ Jura khoảng 160 triệu năm trước. Loài Họ Chân to hóa thạch được biết đến sớm nhất có niên đại khoảng 11,61 đến 28,4 triệu năm trước, vào thế Miocen hoặc cuối thế Oligocen, và đã được phát hiện ở Nam Úc. Đáng tiếc là hóa thạch này không thể được xác định xa hơn ngoài họ của nó. Một hóa thạch ở Queensland của một loài tương tự như chi Hadronomas đã xuất hiện vào khoảng 5,33 đến 11,61 triệu năm trước, rơi vào cuối thế Miocen hoặc cuối thế Pliocen. Hóa thạch sớm nhất có thể nhận dạng được hoàn toàn là từ khoảng 5,33 triệu năm trước.

## Phân loại

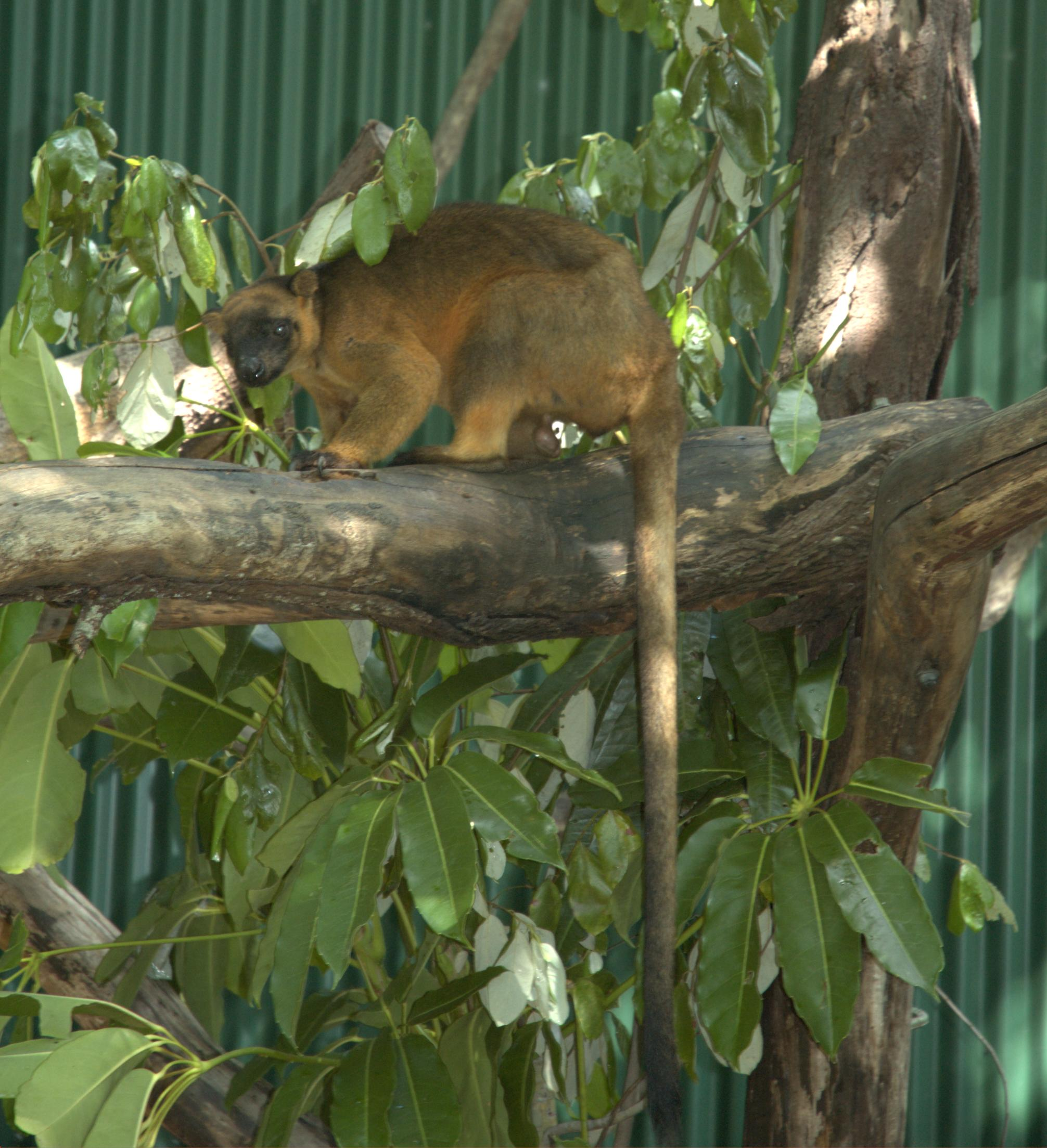
Chuột túi cây có đôi tai nhỏ hơn để dễ dàng di chuyển giữa các nhánh cây và đuôi dài hơn nhiều.

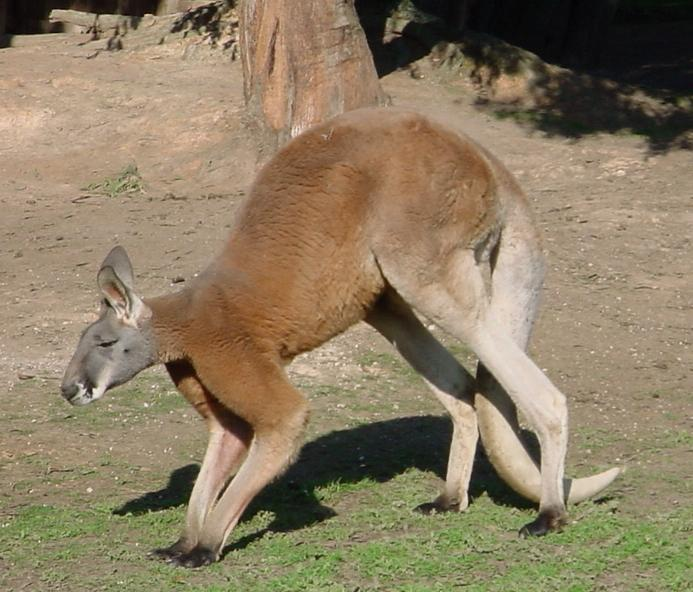
Kangaroo đỏ cho thấy sự vận động hình ngũ giác trong lúc ăn: Chân trước và đuôi chống trọng lượng cơ thể trong khi chân sau được đưa về phía trước.

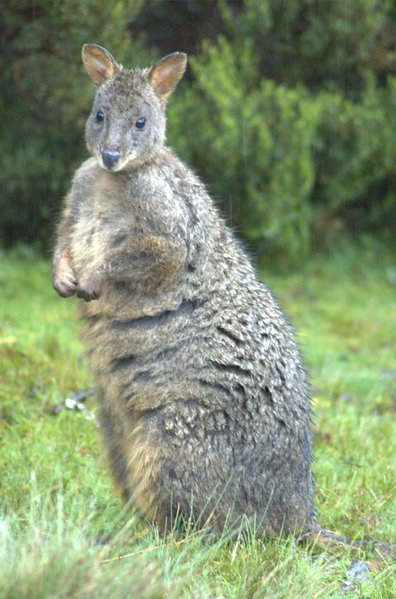
Một con pademelon có cặp chân điển hình của Họ Chân to, mặc dù chúng bị che khuất bởi lông trong hình ảnh này.

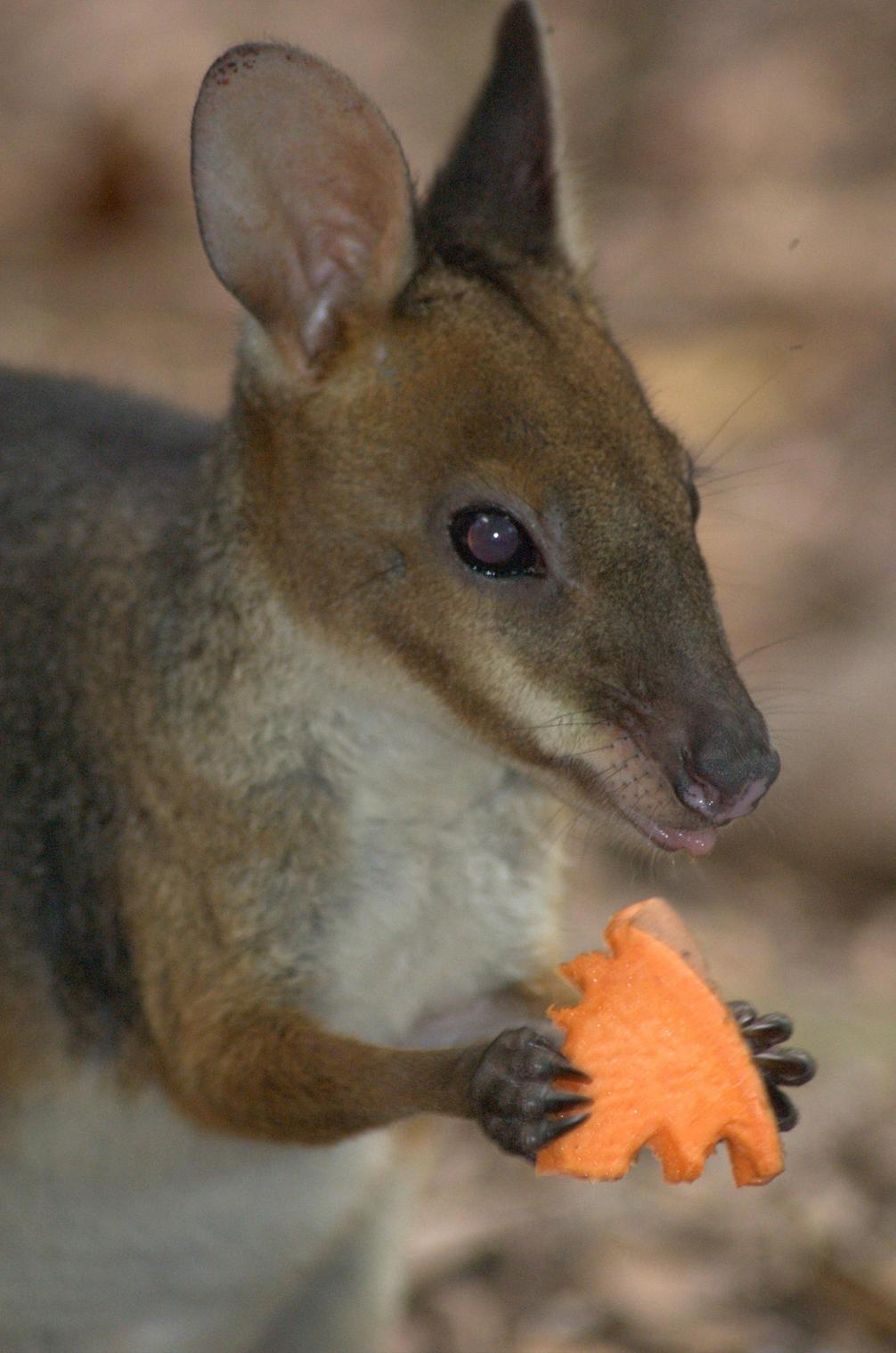
Một con pademelon đang ăn một lát khoai lang: Mặc dù thường ăn trực tiếp từ mặt đất bằng miệng, các loài Họ chân to cũng có thể sử dụng bàn chân trước của chúng để hỗ trợ trong việc ăn.

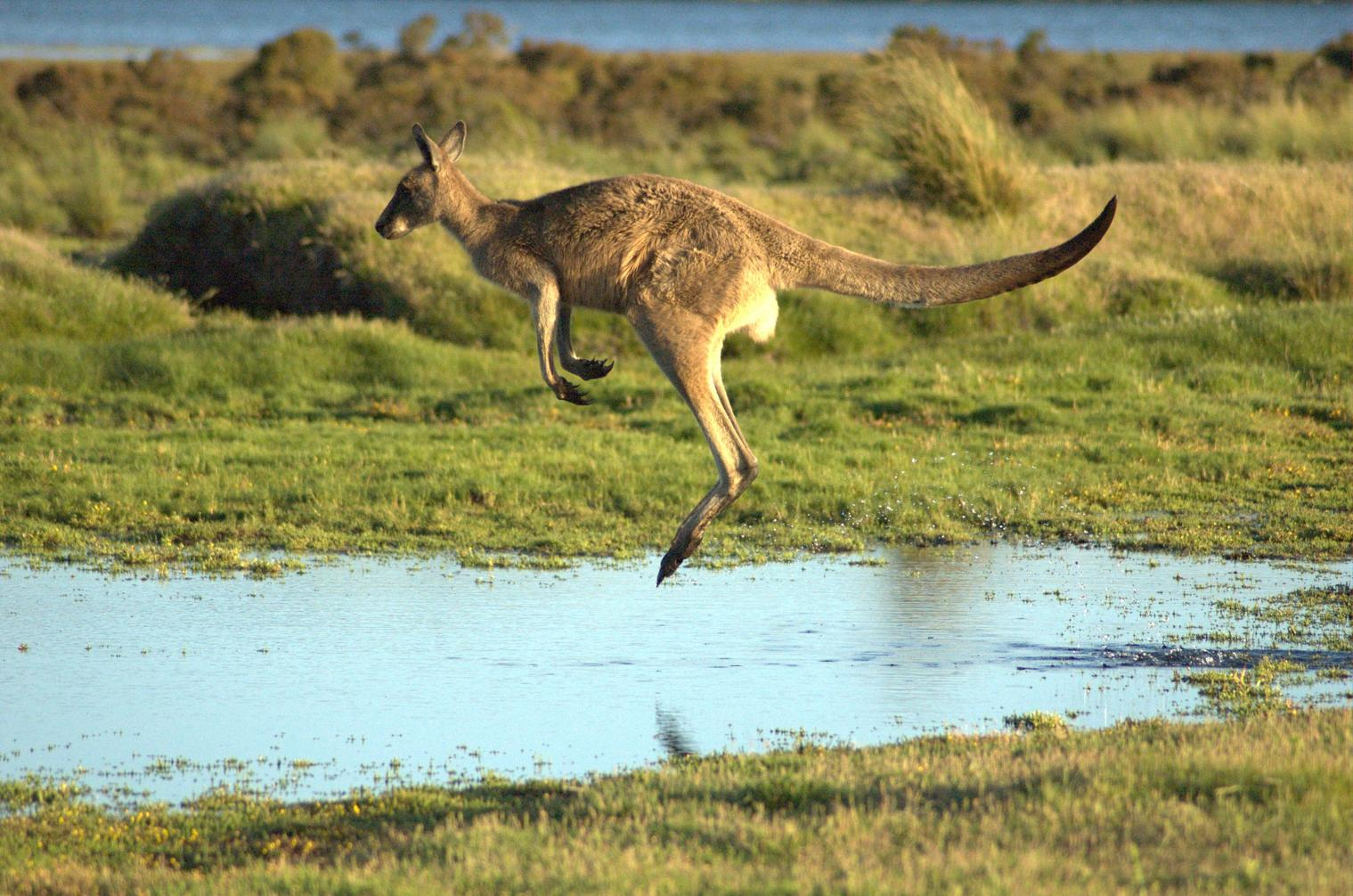
Một con kangaroo xám phương Đông đang nhảy qua vũng nước.

Hai phân họ còn sinh tồn trong họ Chân to là Lagostrophinae, được đại diện bởi một loài duy nhất, Lagostrophus fasciatus, và phần còn lại tạo nên phân họ Macropodinae (~ 60 loài).
- Họ Macropodidae[4]
  - Chi †Watutia
  - Chi †Dorcopsoides
  - Chi †Kurrabi
  - Phân họ Lagostrophinae[5]
    - Chi Lagostrophus
      - Wallaby thỏ đồng có đai, Lagostrophus fasciatus

    - Chi †Protemnodon
    - Chi †Troposodon

  - Phân họ †Sthenurinae
    - Chi Hadronomas
    - Tông Sthenurini
      - Chi Sthenurus
      - Chi Eosthenurus
      - Chi Metasthenurus

    - Tông Simosthenurini
      - Chi Archaeosimos
      - Chi Simosthenurus
      - Chi Procoptodon

  - Phân họ Macropodinae
    - Chi †Prionotemnus
    - Chi †Congruus
    - Chi †Baringa
    - Chi Bohra
    - Chi †Synaptodon
    - Chi †Fissuridon
    - Chi †Silvaroo
    - Chi Dendrolagus: chuột túi cây
      - Chuột túi cây hoa râm, Dendrolagus inustus
      - Chuột túi cây Lumholtz, Dendrolagus lumholtzi
      - Chuột túi cây Bennett, Dendrolagus bennettianus
      - Chuột túi cây gấu, Dendrolagus ursinus
      - Chuột túi cây Matschie, Dendrolagus matschiei
      - Chuột túi cây Doria, Dendrolagus dorianus
      - Chuột túi cây Goodfellow, Dendrolagus goodfellowi
      - Chuột túi cây đất thấp, Dendrolagus spadix
      - Chuột túi cây phủ vàng, Dendrolagus pulcherrimus
      - Chuột túi cây Seri, Dendrolagus stellarum
      - Dingiso, Dendrolagus mbaiso
      - Tenkile, Dendrolagus scottae

    - Chi Dorcopsis
      - Dorcopsis nâu, Dorcopsis muelleri
      - Dorcopsis sọc trắng, Dorcopsis hageni
      - Dorcopsis đen, Dorcopsis atrata
      - Dorcopsis xám, Dorcopsis luctuosa

    - Chi Dorcopsulus
      - Dorcopsis nhỏ, Dorcopsulus vanheurni
      - Dorcopsis Macleay, Dorcopsulus macleayi

    - Chi Lagorchestes
      - †Wallaby thỏ đồng hồ Mackay Lagorchestes asomatus
      - Wallaby thỏ đồng đeo kính, Lagorchestes conspicillatus
      - Kangaru chân to, Lagorchestes hirsutus
      - †Wallaby thỏ đồng phương Đông, Lagorchestes leporides

    - Chi Macropus
      - Phân chi Notamacropus
        - Wallaby lanh lẹ, Macropus agilis
        - Wallaby sọc đen, Macropus dorsalis
        - Wallaby Tamma, Macropus eugenii
        - † Wallaby Toolache, Macropus greyii
        - Wallaby cọ phương Tây, Macropus irma
        - Wallaby Parma, Macropus parma (được tái phát hiện, tưởng đã tuyệt chủng đã 100 năm)
        - Wallaby mặt đẹp, Macropus parryi
        - Wallaby cổ đỏ, Macropus rufogriseus

      - Phân chi Osphranter
        - Kangaroo linh dương, Macropus antilopinus
        - Wallaroo đen, Macropus bernadus
        - Wallaroo thông thường, Macropus robustus
        - Kangaroo đỏ, Macropus rufus

      - Phân chi Macropus
        - Kangaroo xám phương Tây, Macropus fuliginosus
        - Kangaroo xám phương Đông, Macropus giganteus

    - Chi Onychogalea
      - Wallaby móng đuôi cầu nối, Onychogalea fraenata
      - Wallaby móng đuôi bán nguyệt Onychogalea lunata
      - Wallaby móng đuôi phương Bắc, Onychogalea unguifera

    - Chi Petrogale
      - P. brachyotis loài-nhóm
        - Wallaby đá tai ngắn, Petrogale brachyotis
        - Monjon, Petrogale burbidgei
        - Nabarlek, Petrogale concinna

      - P. xanthopus loài-nhóm
        - Wallaby đá Proserpine, Petrogale persephone
        - Wallaby đá Rothschild, Petrogale rothschildi
        - Wallaby đá chân vàng, Petrogale xanthopus

      - P. lateralis/penicillata loài-nhóm
        - Wallaby đá đồng minh Petrogale assimilis
        - Wallaby đá Cape York, Petrogale coenensis
        - Wallaby đá Godman, Petrogale godmani
        - Wallaby đá Herbert, Petrogale herberti
        - Wallaby đơn giản, Petrogale inornata
        - Wallaby đá cánh đen, Petrogale lateralis
        - Wallaby đá Mareeba, Petrogale mareeba
        - Wallaby đá đuôi cọ, Petrogale penicillata
        - Wallaby đá cổ tím, Petrogale purpureicollis
        - Wallaby đá núi Claro, Petrogale sharmani

    - Chi Setonix
      - Quokka: Setonix brachyurus

    - Chi Thylogale
      - Pademelon Tasmania, Thylogale billardierii
      - Pademelon Brown, Thylogale browni
      - Pademelon sẫm, Thylogale brunii
      - Pademelon Calaby, Thylogale calabyi
      - Pademelon núi, Thylogale lanatus
      - Pademelon chân đỏ, Thylogale stigmatica
      - Pademelon cổ đỏ, Thylogale thetis

    - Chi Wallabia
      - Wallaby đầm lầy hoặc wallaby đen, Wallabia bicolor

## Hình ảnh

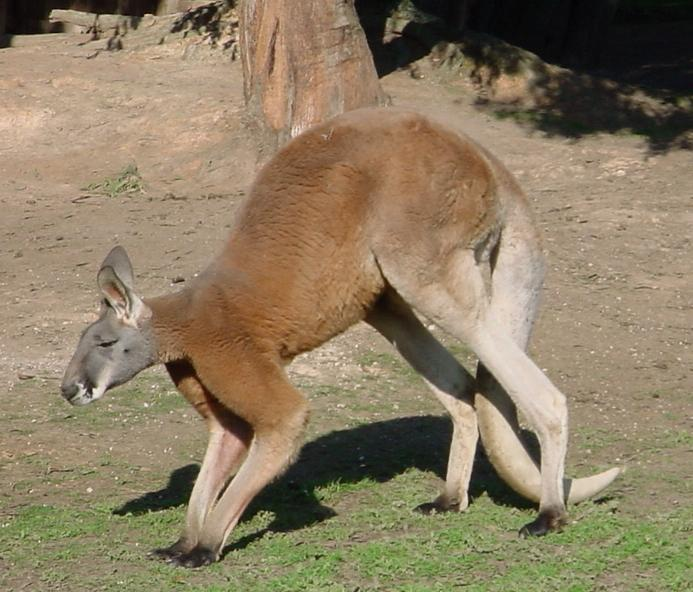
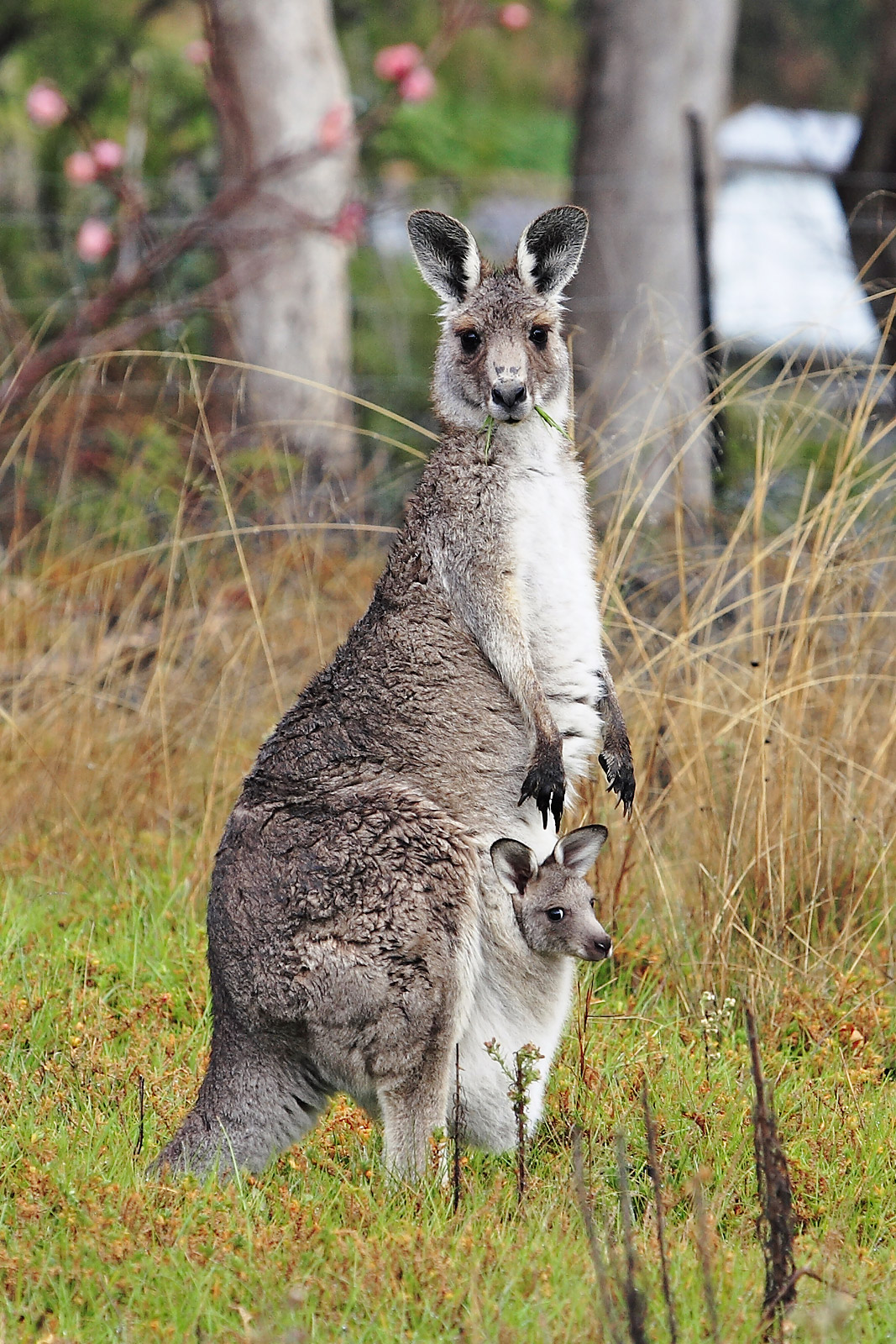
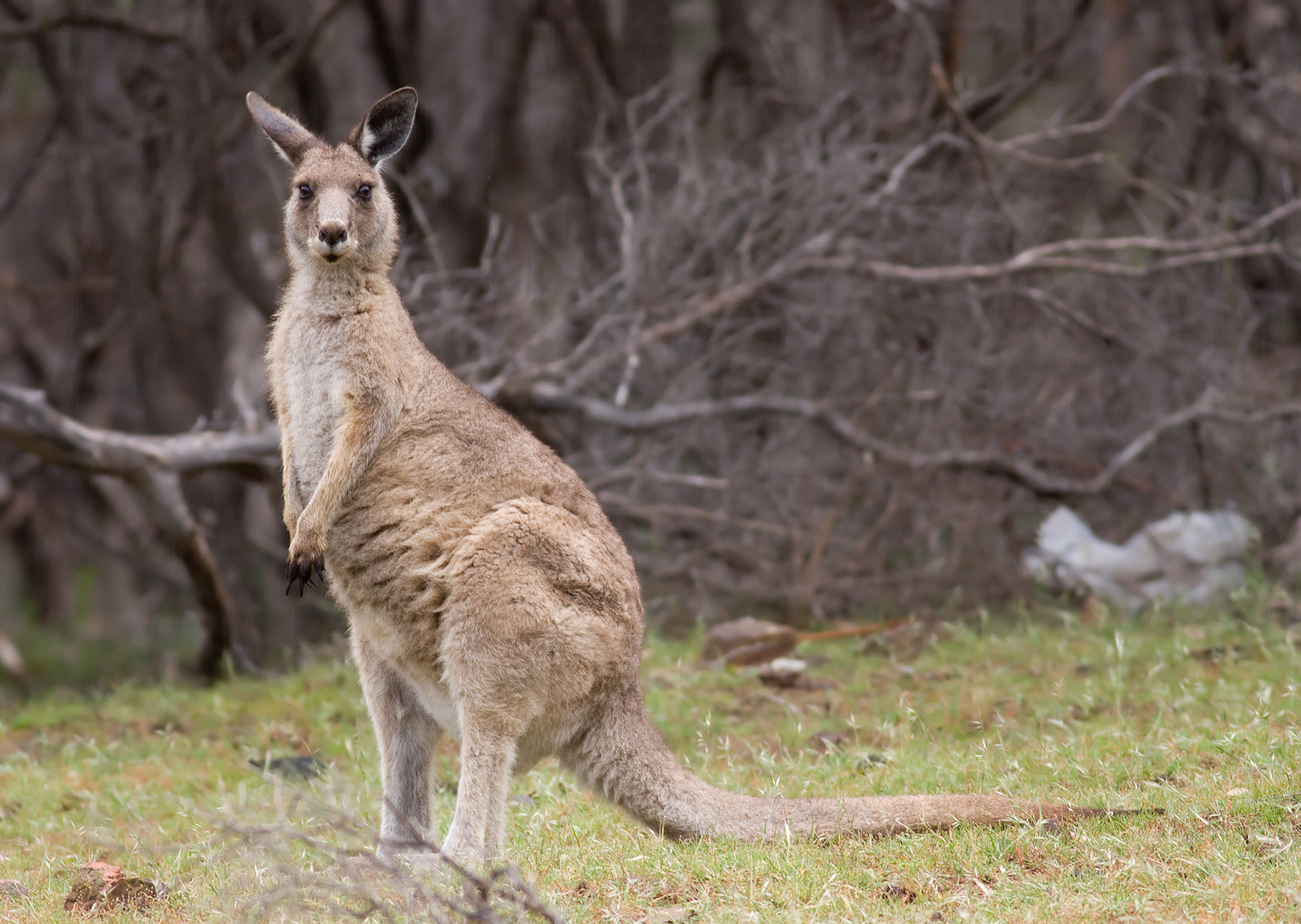